# Centaurea euboica
Centaurea euboica — вид квіткових рослин айстрових (Asteraceae). Ендемік Греції.

## Середовище
Населяє скелясті схили, схили доріг, лісові галявини.